# تشهل تششمة (تشادغان)
تشهل تششمة (بالإنجليزية: Chehel Cheshmeh, Isfahan)‏ هي قرية تقع في قسم تشنارود الشمالي الريفي (مقاطعة تشادغان) في إيران. يقدر عدد سكانها بـ 70 نسمة بحسب إحصاء 2016.